# Джена Брукс
Джена Брукс (на английски: Jenna Brooks) е американска порнографска актриса.
Родена е на 16 април 1983 г. в град Лос Анджелис, Калифорния. Дебютира като актриса в порнографската индустрия през 2001 г., на 18-годишна възраст. Работи за компаниите Hustler, Evasive Angles, Anabolic Video, New Sensations, Legend Video, Red Light District, Smash Pictures, и West Coast Productions.
Поставена е на 32-ро място в класацията на списание „Комплекс“ – „Топ 50 на най-горещите чернокожи порнозвезди за всички времена“, публикувана през септември 2011 г.